# Kyzikos

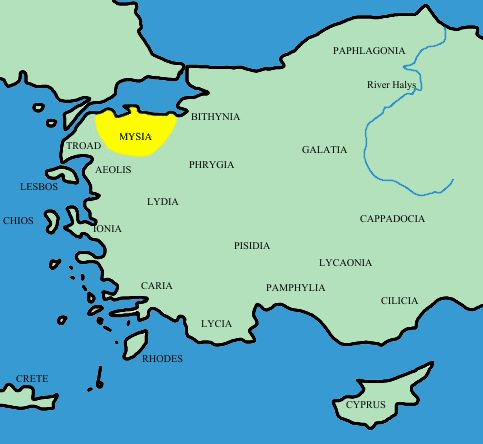
Kyzikos låg i Mysien

Kyzikos (grekiska Κύζικος, latin Cyzicus) var under antiken en stad i landskapet Mysien i Mindre Asien, på en halvö (ursprungligen en ö) som skjuter ut från södra stranden av Propontis (Marmarasjön). Staden, som under de äldsta tiderna var i olika stammars händer, blev till sist en milesisk koloni, men fick ingen betydelse förrän efter det peloponnesiska kriget (431-404 f.Kr.), då Atens och Miletos makt hade sjunkit. Ungefär 365 f.Kr. gjorde sig Kyzikos fritt från persernas välde, och staden behöll sitt oberoende under striderna mellan Alexander den stores efterföljare. De anslöt sig till romarna när dessa uppträdde i Mindre Asien och blev till lön därför en fristad, men miste senare den friheten under kejsar Tiberius tid. Under Konstantin den store gjordes det till huvudstad för provinsen Hellespontos. Kyzikos var fortsatt beundrad för sin skönhet, sin rika handel och sin skeppsfart, tills den på grund av flera jordbävningar blev mindre välmående och slutligen intogs av araberna år 675.